# Leon Geršković
Leon Geršković, hrvaški pravnik, predavatelj in akademik, * 2. februar 1910, Bučje pri Požegah, † 1. april 1992, Zagreb.
Geršković je deloval kot redni profesor političnih znanosti v Beogradu in Zagrebu. Bil je mdr. dopisni član Slovenske akademije znanosti in umetnosti (od 17. oktobra 1958).

## Življenjepis
Leta 1933 je doktoriral na Pravni fakulteti v Zagrebu. Do leta 1941 je deloval kot odvetnik. Med drugo svetovno vojno je bil sodelavec NOG; med drugim je bil prvi urednik Slobodne Dalmacije (1943), vodja oddelka za upravo ZAVNOH (1944–45).
Po vojni je bil poslanec v več sklicih Ljudske skupščine FNRJ, državni podsekretar v Zveznem izvršnem svetu, poslanec Sabora, ...
Bil je tudi univerzitetni učitelj; predaval je ustavno pravo in družbeno ureditev. Velja za enega od ustanoviteljev Fakultete političnih znanosti v Zagrebu (1962); bil je prvi dekan fakultete (1962–65). Predaval je tudi na Pravni fakulteti v Beogradu.

## Biografija
- Historija narodne vlasti (I-II, 1950–55)
- Nauka o administraciji (1951)
- O socijalističkoj demokraciji (1952)
- Društveno upravljanje u Jugoslaviji (1957)
- Problemi i perspektive razvoja skupštinskog sistema u Jugoslaviji (1967)
- Ustavne teme (1976)